# Przemysł chemiczny w Polsce
Przemysł chemiczny w Polsce, stanowił pod koniec 2003 r. 10,1% wartości sprzedaży przemysłu ogółem w Polsce. Przemysł ten cechuje stały, powolny wzrost produkcji i sprzedaży, który w ostatnich 20 latach był jednak zawsze niższy od średniego wzrostu całego przemysłu, co powoduje, że jego udział procentowy w całej produkcji krajowej systematycznie maleje. Przemysł ten zatrudnia ok. 200 tys. osób.
Przemysł chemiczny jest silnie kapitałochłonny i mało pracochłonny, w którym olbrzymia większość procesów daje się zautomatyzować. Przemysł ten jest bardzo silnie uzależniony od źródeł surowców. Przemysł ten cechuje bardzo duża produkcja półproduktów, które są później przerabiane przez inne działy przemysłu. W produkcji przemysłu chemicznego liczy się zaplecze naukowo-badawcze i wykwalifikowana kadra, których zasoby w Polsce są obecnie większe niż potrzeby.
Przemysł chemiczny odznacza się dużą wodochłonnością, stąd charakterystyczną cechą lokalizacji ośrodków jest koncentracja w dorzeczu Wisły i Odry. Ścieki, gazy i odpady tego przemysłu są agresywne dla ludzi i środowiska.
Wśród działów przemysłu chemicznego wyróżnia się:
- Tzw. wielką chemię – produkty tanie i masowo stosowane w wielkich ilościach – Zalicza się do nich:
  - przemysł petrochemiczny – oparty na przetwórstwie ropy naftowej Płock, Gorlice, Jedlicze, Jasło, Czechowice-Dziedzice, Rafineria Trzebinia, Gdańsk
  - przemysł sodowy – opiera się na soli kamiennej i wapieniach; skoncentrował się w rejonie kujawskich złóż soli kamiennej, między innymi w Inowrocławiu i Janikowie oraz w Krakowie, wykorzystując sól Wieliczki i Bochni
  - przemysł kwasu siarkowego – wytwórnie kwasu siarkowego zwykle kooperują z zakładami przemysłu nawozów fosforowych, w których jest największe zużycie tego związku; zakłady znajdują się m.in. w Tarnobrzegu
  - przemysł nawozów sztucznych – zakłady nawozów fosforowych zlokalizowano w Gdańsku i Policach, ze względu na dogodną dostawę fosforytów drogą morską; mniejsze zakłady nawiązują do rynku zbytu, np. zakłady w Luboniu koło Poznania (Luvena) i we Wrocławiu; produkcja nawozów azotowych – duże zakłady znajdują się we Włocławku, Puławach, Kędzierzynie-Koźlu, Tarnowie-Mościcach i Chorzowie
  - przemysł tworzyw sztucznych – skoncentrowany głównie wokół zakładów petrochemicznych
  - przemysł włókien sztucznych – włókna sztuczne – syntetyczne, jak elana, anilana, stilon produkowane są odpowiednio w zakładach w Toruniu, Łodzi, Gorzowie Wielkopolskim i in.
- Chemię niskotonażową – produkty kosztowne i stosowane w niewielkich ilościach:
  - przemysł farmaceutyczny – zlokalizowany głównie w pobliżu rynku zbytu, ale też w pobliżu dużych miast zapewniających kadrę specjalistów i rynek zbytu, np.: Warszawa, Warszawa-Tarchomin, Poznań, Łódź, Kraków, Pabianice, Jelenia Góra, Rzeszów, Starogard Gdański, Kutno, Grodzisk Mazowiecki, Lublin, Wrocław, Bolesławiec, leki weterynaryjne: Drwalew, Gorzów Wielkopolski, Puławy (Zobacz też: Polfa)
  - przemysł kosmetyczny – zarówno półprodukty, jak i finalne produkty kosmetyczne (np. Nivea Polska w Poznaniu)
  - przemysł środków pomocniczych – środki czystości, higieniczne, pielęgnacji roślin itp. (Pollena, Unilever (Bydgoszcz), Henkel, Lakma i wiele innych)
- Przetwórstwo chemiczne – które na bazie produktów wielkotonażowych wytwarza produkty końcowe:
  - przemysł gumowy – największe znaczenie ma produkcja opon samochodowych w Olsztynie i Dębicy; wzrostowi produkcji posłużyły inwestycje koncernów Michelin i Uniroyal. Wyroby gumowe produkują też ośrodki: Poznań (Bridgestone Poznań, Stomil-Poznań), Stomil Bydgoszcz, Wolbrom, Łódź, Grudziądz, Stargard i Sanok
  - przemysł przetwórstwa tworzyw sztucznych – wiele rozproszonych, średnich i małych zakładów
  - przemysł farb i lakierów – Włocławek, Dębica, Cieszyn, Wrocław, Zgierz
  - dystrybucja i handel odczynnikami (m.in. POCH, Sigma-Aldrich Polska, Merck Polska).
  - przemysł koksochemiczny – (m.in. Radlin, Zabrze, Wałbrzych, Dąbrowa Górnicza)

## Lista 20 największych pod względem przychodu przedsiębiorstw przemysłu chemicznego (dane z końca roku 2003)
1. Polski Koncern Naftowy ORLEN SA Płock (paliwa, tworzywa sztuczne, oleje i inne) – przychód ok. 41,188 mld zł (niemal połowa całego przychodu polskiego przemysłu chemicznego)
2. Grupa „Lotos” SA (dawna Rafineria Gdańska) (paliwa, asfalt i oleje) – ok. 5 mld zł
3. Polimex-Mostostal (dawniej Polimex-Cekop) (generalne wykonawstwo, dystrybucja) – 1,85 mld zł
4. Zakłady Azotowe „Puławy” SA (nawozy) – 1,6 mld zł
5. Zakłady Chemiczne „Police” SA (nawozy) – 1,44 mld zł
6. Zakłady Azotowe „Anwil” SA Włocławek (tworzywa sztuczne) – 1,26 mld zł
7. Rafineria Trzebinia (paliwa i oleje) – 1,13 mld zł
8. Zakłady Azotowe Kędzierzyn SA Kędzierzyn-Koźle (nawozy) – 1,126 mld zł
9. Zakłady Azotowe „Tarnów” w Tarnowie-Mościcach SA (nawozy) – 885 mln zł
10. Firma Chemiczna „Dwory” SA Oświęcim (tworzywa sztuczne) – 808 mln zł
11. Zakłady Chemiczne „Zachem” SA Bydgoszcz (wielka chemia organiczna) – 790 mln zł
12. Polifarb Cieszyn-Wrocław (farby i lakiery) – 634 mln zł
13. Zakłady Włókien Chemicznych „Stilon” SA Gorzów Wielkopolski (włókna i tworzywa sztuczne) – 485 mln zł.
14. Zakłady Chemiczne „Organika-Sarzyna” SA Nowa Sarzyna (tworzywa sztuczne, wielka chemia organiczna) – ok. 332 mln zł
15. Rafineria Nafty „Glimar” SA Gorlice (paliwa, oleje) – 470 mln zł
16. Rafineria Nafty „Jedlicze” (paliwa oleje, tworzywa sztuczne) – 482 mln zł
17. DEC sp. z o.o. (dystrybucja) – 282 mln zł
18. TBD SA (Polifarb Dębica i inne) (farby i lakiery) – 185 mln zł
19. ICL Polska (dystrybucja) – 170 mln zł
20. Zakłady Tworzyw Sztucznych ERG SA w Pustkowie (Lerg) (tworzywa) – 147 mln zł

Jak widać z powyższej listy, działami polskiego przemysłu chemicznego, dającymi największe przychody są petrochemia, tworzywa sztuczne i nawozy. Znaczny udział w przychodach posiadają też producenci farb i lakierów oraz wielka chemia organiczna. Pozostałe działy mają znaczenie drugorzędne. W zasadzie żaden z działów przetwórczych i niskotonażowych nie odgrywa w ogólnej produkcji polskiej chemii większego znaczenia. Odróżnia to zdecydowanie Polskę od krajów wysoko uprzemysłowionych, w których znacznie większy udział w przychodach posiadają przemysł farmaceutyczny i kosmetyczny.